# 美國偶像
《美國偶像》（英語：American Idol）是福斯廣播公司從2002年起主辦的美國大眾歌手選秀賽，英國電視節目《流行偶像》（Pop Idol）的美國版。《美國偶像》的製作方是FremantleMedia，隸屬於德國的貝塔斯曼公司；經紀方是19 Entertainment。
《全美偶像大賽》是發掘新一代美國歌手的比賽，同是亦是歌手迅速成名的好機會。截至第十九季，比赛的评委为凯蒂·佩里、卢克·布莱恩和莱昂纳尔·里奇，而主持人則為瑞安·西克雷斯特。
《全美偶像大賽》在美國時間星期二和星期三的東部時間八點/中部時間七點播放。中國大陸自第五季開始由星空衛視逢星期六、日轉播，台灣及東南亞國家亦由星空傳媒 Star World 衛視闔家歡頻道轉播。
2016年4月8日，第十五季总决赛播出，在福斯电视台播出的《全美偶像大賽》原版正式结束。而自2018年，节目在美国广播公司上播出。

## 挑選過程

### 參賽規定
參賽者一定要是美國公民。在首三季的比賽參加者參與海選的年齡要在該年的海選10月19日前在16歲至24歲間，由第四季開始年齡限制更改為16歲至28歲，而且最後限期改為8月24日。
參與海選的參賽者需要以合法文件證明其符合參賽資格，例如出身證明、駕駛執照或護照等。18歲以下參賽者一定要家長的許可才能參賽。參與海選的參賽者必須要上官方網站 www.americanidol.com 列印參賽表格，並填寫個人資料。
如有發現資料不實，一律取消資格。另外如果有這些行為，也可能會取消資格：
- 未成年人未取得家長同意
- 隱瞞不良記錄
- 和本節目相關公司串通者

### 海選
海選由三位評判西門·考爾、寶拉·阿巴杜和蘭迪·傑克遜選出能到好萊塢繼續比賽的參賽者，有時候會有名人嘉賓會當第四位評判。會隨者次數增加而開始進行變更。海選的地點是在美國數個不同的城市進行。每位參賽者有一分鐘時間在評判前清唱一曲，成功打動到評判的參賽者就能夠得到到好萊塢繼續比賽的機會（實際上每一城市、每一千位參與海選的人只有十多位能夠到好萊塢比賽）。

## 好萊塢周/準決賽
到達好萊塢後，評判要繼續從一百多人中選出24名準決賽者（第一季時為30名準決賽者，而第二、三季為32名準決賽者）。而選出了準決賽者後，參賽者的命運就交由美國的觀眾去投票決定，故評判的工作基本已完結，他們只會在參賽者表演後作出評價，而他們不會影響到參賽者的去留。自第四季開始，準決賽分開男女兩組比賽，至到男女兩方各留下6人便開始進入決賽。而這時候電視台每周會播放三集：一集是男參賽者的表演、一集是女參賽者的表演和一集淘汰參賽者。
美國觀眾在每集的節目完結後有兩小時的時間撥免費的電話熱線去投票心目中的偶像，而且投票的次數不限。

## 最後十二強
選出了十二強後，比賽舞台改到洛杉磯的CBS電視城，並且改為現場直播。每位參賽者要依照該周的演唱主題而選擇一首歌曲表演（後期表演兩首），參賽者這時候有機會和一些藝人合作準備演出，而那些藝人是和該週的演唱主題有關。
餘下三位決賽者的時候，不再有歌唱主題。每位參賽者演唱三首歌曲：一首自行選擇的歌曲、一首評判選擇的歌曲和一首由唱片執行製作人Clive Davis選擇的歌曲。然而第二季時的三強歌曲分別是：一首自行選擇的歌曲、一首評判選擇的歌曲和一首隨機抽籤的歌曲。
到這個階段，每周電視台會現場直播兩集。一集是參賽者表演，另一集則是投票結果，得票最低的參賽者就要淘汰。到了結局篇有一位參賽者就會成為冠軍，而且二名決賽者會進入柯達劇院(第七季於諾基亞劇院)，在3400名觀眾前進行最後一次的表演。冠軍會在結局宣佈。冠軍得主會得到100萬元美金的唱片公司合約，經紀方是美國偶像關聯的19 Entertainment。一些沒勝出的參賽者亦和美國偶像的經紀方簽約，並發行唱片。
此外，每一季也會推出一張合輯，由十二名決賽者一同錄製（第一季&第八季為十名決賽者）。十強的參賽者會在比賽後為美國偶像進行美國偶像的巡迴演出。
| 美國偶像                      |                  |
|                               |                  |
| 美國偶像決賽者 （連淘汰日期） |                  |
| 第一季（2002）                |                  |
| Kelly Clarkson                | 冠軍             |
| Justin Guarini                | 9月4日           |
| Nikki McKibbin                | 8月28日          |
| Tamyra Gray                   | 8月21日          |
| RJ Helton                     | 8月14日          |
| Christina Christian           | 8月7日           |
| Ryan Starr                    | 7月31日          |
| A.J. Gil                      | 7月24日          |
| Jim Verraros                  | 7月17日          |
| EJay Day                      | 7月17日          |
| 第二季（2003）                |                  |
| Ruben Studdard                | 冠軍             |
| Clay Aiken                    | 5月21日          |
| Kimberley Locke               | 5月14日          |
| Joshua Gracin                 | 5月7日           |
| Trenyce                       | 4月30日          |
| Carmen Rasmusen               | 4月23日          |
| Kimberly Caldwell             | 4月16日          |
| Rickey Smith                  | 4月9日           |
| Corey Clark                   | 取消資格 4月2日  |
| Julia DeMato                  | 3月26日          |
| Charles Grigsby               | 3月19日          |
| Vanessa Olivarez              | 3月12日          |
| 第三季（2004）                |                  |
| Fantasia Barrino              | 冠軍             |
| Diana DeGarmo                 | 5月26日          |
| Jasmine Trias                 | 5月19日          |
| LaToya London                 | 5月12日          |
| George Huff                   | 5月5日           |
| John Stevens                  | 4月28日          |
| Jennifer Hudson               | 4月21日          |
| Jon Peter Lewis               | 4月14日          |
| Camile Velasco                | 4月7日           |
| Amy Adams                     | 3月31日          |
| Matthew Rogers                | 3月24日          |
| Leah LaBelle                  | 3月17日          |
| 第四季（2005）                |                  |
| Carrie Underwood              | 冠軍             |
| Bo Bice                       | 5月25日          |
| Vonzell Solomon               | 5月18日          |
| Anthony Fedorov               | 5月11日          |
| Scott Savol                   | 5月4日           |
| Constantine Maroulis          | 4月27日          |
| Anwar Robinson                | 4月20日          |
| Nadia Turner                  | 4月13日          |
| Nikko Smith                   | 4月6日           |
| Jessica Sierra                | 3月30日          |
| Mikalah Gordon                | 3月24日          |
| Lindsey Cardinale             | 3月16日          |
| 第五季（2006）                |                  |
| Taylor Hicks                  | 冠軍             |
| Katharine McPhee              | 5月24日          |
| Elliott Yamin                 | 5月17日          |
| Chris Daughtry                | 5月10日          |
| Paris Bennett                 | 5月3日           |
| Kellie Pickler                | 4月26日          |
| Ace Young                     | 4月19日          |
| Bucky Covington               | 4月12日          |
| Mandisa Hundley               | 4月5日           |
| Lisa Tucker                   | 3月29日          |
| Kevin Covais                  | 3月22日          |
| Melissa McGhee                | 3月15日          |
| 第六季（2007）                |                  |
| Jordin Sparks                 | 冠軍             |
| Blake Lewis                   | 5月23日          |
| Melinda Doolittle             | 5月16日          |
| LaKisha Jones                 | 5月9日           |
| Chris Richardson              | 5月2日           |
| Phil Stacey                   | 5月2日           |
| Sanjaya Malakar               | 4月18日          |
| Haley Scarnato                | 4月11日          |
| Gina Glocksen                 | 4月4日           |
| Chris Sligh                   | 3月28日          |
| Stephanie Edwards             | 3月21日          |
| Brandon Rogers                | 3月14日          |
| 第七季（2008）                |                  |
| David Cook                    | 冠軍             |
| David Archuleta               | 5月21日          |
| Syesha Mercado                | 5月14日          |
| Jason Castro                  | 5月7日           |
| Brooke White                  | 4月30日          |
| Carly Smithson                | 4月23日          |
| Kristy Lee Cook               | 4月16日          |
| Michael Johns                 | 4月10日          |
| Ramiele Malubay               | 4月2日           |
| Chikezie                      | 3月26日          |
| Amanda Overmyer               | 3月19日          |
| David Hernandez               | 3月12日          |
| 第八季（2009）                |                  |
| Kris Allen                    | 冠軍             |
| Adam Lambert                  | 5月20日          |
| Danny Gokey                   | 5月13日          |
| Allison Iraheta               | 5月6日           |
| Matt Giraud                   | 4月29日          |
| Anoop Desai                   | 4月22日          |
| Lil Rounds                    | 4月12日          |
| Scott MacIntyre               | 4月8日           |
| Megan Joy                     | 4月1日           |
| Michael Sarver                | 3月26日          |
| Alexis Grace                  | 3月18日          |
| Jorge Nuñez                   | 3月11日          |
| Jasmine Murray                | 3月11日          |
| 第十季（2011）                |                  |
| 斯科蒂·麦克雷里               | 冠軍             |
| Lauren Alaina                 | 5月25日          |
| Haley Reinhart                | 5月19日          |
| James Durbin                  | 5月12日          |
| Jacob Lusk                    | 5月5日           |
| Casey Abrams                  | 4月28日          |
| Stefano Langone               | 4月21日          |
| Paul McDonald                 | 4月14日          |
| Pia Toscano                   | 4月7日           |
| Naima Adedapo                 | 3月31日          |
| Thia Megia                    | 3月31日          |
| Karen Rodriguez               | 3月17日          |
| Ashthon Jones                 | 3月10日          |
| 第十一季（2012）              |                  |
| Phillip Phillips              | 冠軍             |
| Jessica Sanchez               | 5月23日          |
| Joshua Ledet                  | 5月17日          |
| Hollie Cavanagh               | 5月10日          |
| Skylar Laine                  | 5月3日           |
| Elise Testone                 | 4月26日          |
| Colton Dixon                  | 4月19日          |
| DeAndre Brackensick           | 4月5日           |
| Heejun Han                    | 3月29日          |
| Erika Van Pelt                | 3月22日          |
| Shannon Magrane               | 3月15日          |
| Jermaine Jones                | 取消資格 3月15日 |
| Jeremy Rosado                 | 3月8日           |
| 第十二季（2013）              |                  |
| Candice Glover                | 冠軍             |
| Kree Harrison                 | 5月16日          |
| Angie Miller                  | 5月9日           |
| Amber Holcomb                 | 5月2日           |
| Janelle Arthur                | 4月18日          |
| Lazaro Arbos                  | 4月11日          |
| Burnell Taylor                | 4月4日           |
| Devin Velez                   | 3月28日          |
| Paul Jolley                   | 3月21日          |
| Curtis Finch, Jr.             | 3月14日          |
| 第十三季（2014）              |                  |
| Caleb Johnson                 | 冠軍             |
| Jena Irene                    | 5月22日          |
| Alex Preston                  | 5月15日          |
| Jessica Meuse                 | 5月8日           |
| Sam Woolf                     | 5月1日           |
| CJ Harris                     | 4月24日          |
| Dexter Roberts                | 4月17日          |
| Malaya Watson                 | 4月10日          |
| Majesty Rose                  | 3月27日          |
| MK Nobilette                  | 3月20日          |
| Ben Briley                    | 3月13日          |
| Emily Piriz                   | 3月6日           |
| Kristen O'Connor              | 2月27日          |

## 季度大綱

### 2002–2016：福克斯

#### 第一季
第一季的美國偶像在2002年6月開始播放，凱莉·克萊森（Kelly Clarkson）成功擊敗一萬多位參加比賽的參賽者。
冠軍凱莉·克萊森（Kelly Clarkson）在勝出比賽之後，和RCA唱片公司簽約，首先推出2首比賽單曲，其中〈A Moment Like This〉奪得告示牌單曲榜冠軍，這讓凱莉·克萊森從參賽歌手晉身成為樂壇當紅歌手，她在2005年更是一舉拿下兩座葛萊美獎（Grammy Award），其中包括流行類最佳女歌手獎（Best Female Pop Vocal Performance）。截至2015年為止，凱莉·克萊森已擁有3首全美冠軍單曲以及3張全美冠軍專輯，唱片銷售光是在美國地區已突破一千萬張，也進一步成功晉身為國際級歌手。凱莉·克萊森是由美國偶像出身的所有參賽者中，演藝事業經營最成功的藝人。

#### 第二季
2003年，第二季的美國偶像捲土重來。冠軍得主為魯本·史坦德，而亞軍為克雷·艾肯。兩人在最後的得票只相差很少，在二千四百萬張選票中，魯本·史坦德只領先130,000張選票。因此後來存了不少的爭議。然而，美國偶像為冠、亞軍所出的第一張單曲，克雷·艾肯那張的銷量超前冠軍魯本·史坦德。後來的唱片成績克雷·艾肯亦都遠遠超越了冠軍。

#### 第三季
第三季的美國偶像在2004年1月19日首播。第三季的冠軍得主是范塔莎·巴麗諾，大眾普簡稱她為范塔莎。
第三季海選時，美籍華人孔慶翔參加了比賽的海選。在他唱完一曲後，評判西門看過他表演後哭笑不得，並質問他：「你不能唱，又不能跳，你想我說什麼？」孔慶翔回答道：「我已盡全力，我毫不後悔。」並指出他並未受過專業的訓練。他的回應與之前參賽者憤怒和惡言相向的態度大相逕庭。雖然他不能進入比賽的下一回合，孔慶翔憑他在節目中誠實的回應以及務實的態度，在美國迅速竄紅。
范塔莎在勝出後和J Records簽約，推出了首張專輯《Free Yourself》，售出了兩白金的銷量，而且令她得到了四項格林美獎的提名。
這季亦都發掘了奧斯卡金像獎最佳女配角的得主珍妮佛·哈德遜。在七進六的一晚，人稱天后三人組的范塔莎、LaToya和珍妮佛·哈德森竟進入了倒數三位，而珍妮佛·哈德森更被淘汰，屈居本季的第七名。但在比賽後珍妮佛·哈德森擊敗了七百多位候選人（包括范塔莎），成功得到參與電影《夢幻女郎》一角的機會，《夢幻女郎》一片由碧昂絲、占美·霍士等大牌巨星主演，但珍妮佛的演出令全球注目，而且更得到了多個電影獎項的提名，贏得了奧斯卡金像獎最佳女配角。

#### 第四季

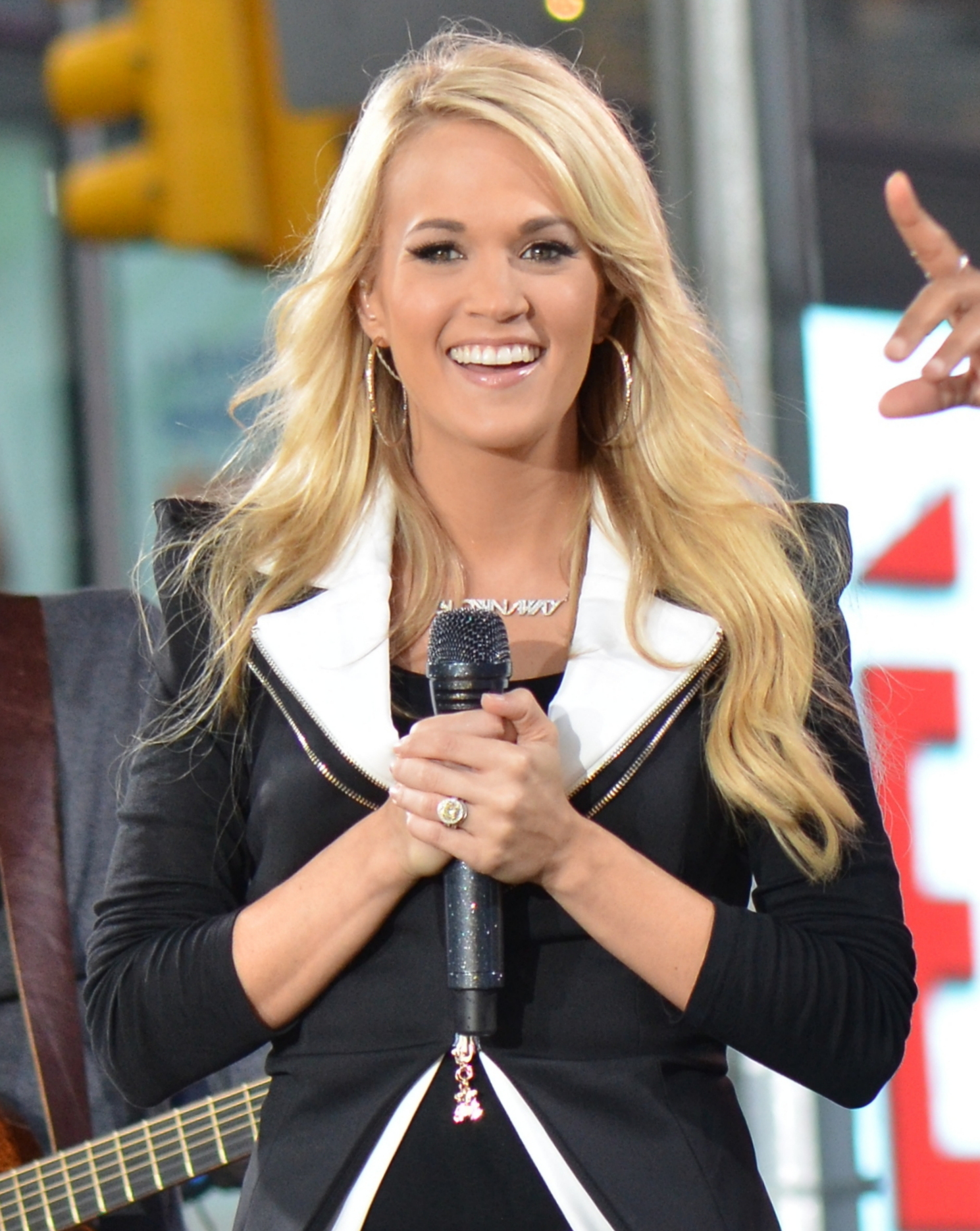
第四季冠軍卡麗·安德伍

第四季的美國偶像在2005年1月18日首播。本季把年齡的限制提高至28歲，參賽者要在1975年8月5日至1988年8月4日期間出生。因此出現了一些年長的歌手如君土坦丁·馬路諾斯和波·拜斯，兩人為比賽帶來了搖滾樂的元素，而兩人的長髮和搖滾風格令他們在比賽中得以突出，亦為整場比添上了新鮮感。第五季同是搖滾風格的克里斯·道卓爾也是因為受到波·拜斯的影響才去參加面試。
第四季亦反另一個傳統，準決賽改為12男12女分開比賽的制度，並勝出12強繼續比賽。
本季冠軍得主卡麗·安德伍是一位鄉村樂的歌手，是繼凱莉·克萊森後另一位在比賽期間未進入倒數三人的冠軍。凱莉·安德伍的第一首單曲《Inside Your Heaven》在2005年6月14日發行，且在告示牌熱門100登上榜首，並在首周售出了十七萬張，在流行榜上更能與瑪麗亞·凱莉的冠軍單曲《We Belong Together》相抗衡。卡麗的首張專輯《Some Hearts》迄今售出超過五百萬張。卡麗亦贏得了2007年度的格林美獎最佳新晉歌手。在美國，卡麗被譽為能夠和凱莉·克萊森比較的美國偶像冠軍。

#### 第五季

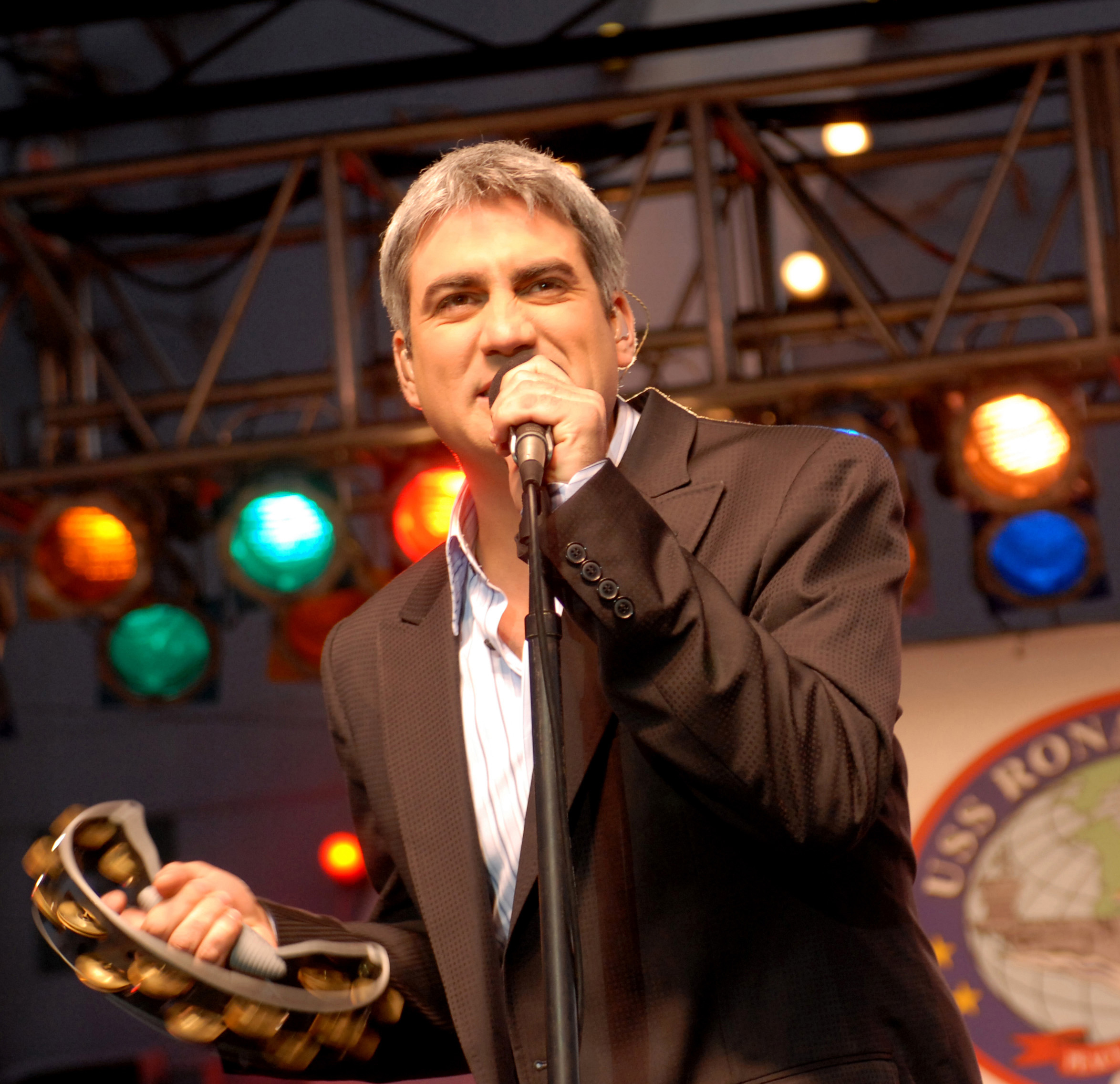
第五季冠軍泰勒·希克斯

第五季的美國偶像於2006年1月17日開始；這是首季有高清晰電視畫面播放。本季的規定繼續依照上一季。參賽者在2005年的年齡在16歲至28歲之間，參賽者出生日期必須由1976年8月16日至1989年8月15日。
本季的冠軍是泰勒·希克斯，亞軍得主是凱薩琳·麥菲。泰勒是繼凱莉·克萊森以及卡麗·安德伍後又一位沒有進入過倒數三人或倒數二人的冠軍。泰勒在2006年5月24日成功成為了新一代的美國偶像。而最終結局美國偶像一共收到共6350萬次投票，而整個比賽期間一共有5億8千次投票。泰勒亦是第二位來自阿拉巴馬州伯明罕的冠軍（首位是第二季的冠軍魯本·史坦德），亦是第四位能進入決賽的當地人。結局亦有不少大明星參與，包括Mary J. Blige和Toni Braxton等。
本季亦發掘了搖滾歌手克里斯·道卓爾，他是本季一位十分受歡迎的歌手，但在4進3時被淘汰令人十分驚訝。比賽後他和自己的樂團Daughtry進行第一張專輯的製作，現在首張專輯《Daughtry》已經售出近二百萬張，成績十分卓越。

#### 第七季
《美国偶像》第七季在2008年1月15日由美国福克斯电视台首播。寶拉·阿巴杜、西门·考尔和兰迪·杰克逊继续任评判，瑞安·西克雷斯特继续任主持。
本季的冠军是大卫·库克，一位25岁的摇滚歌手。亚军是当时年仅17岁大卫·阿丘利塔。

#### 第九季
第九季于2010年1月12日首播，艾伦·德杰尼勒斯接任宝拉·阿巴杜担任评委。

## 美國偶像專輯銷售
- 只計算美國本土銷售

|     | 偶像 & 總銷售                                        | 首發專輯                                                             | 第二張專輯                                                                  | 第三張專輯                                                              | 第四張專輯                                                    |
| --- | ---------------------------------------------------- | -------------------------------------------------------------------- | --------------------------------------------------------------------------- | ----------------------------------------------------------------------- | ------------------------------------------------------------- |
| 1.  | 凱莉·克萊森 （第一季, 冠軍） 10.25百萬               | 《Thankful》 （2003年4月15日） 2,720,000 2白金唱片 排名：#1          | 《Breakaway》 （2004年11月30日〉 6,085,000 6白金唱片 排名：#3               | 《My December》 (2007年6月26日) 996,000 白金唱片 排名: #2               | 《All I Ever Wanted》 (2009年3月10日) 700,000 金唱片 排名: #1 |
| 2.  | 卡麗·安德伍 （第四季, 冠軍） 9.745百萬               | 《Some Hearts》 （2005年11月15日） 6,815,000 7白金唱片 排名：#2      | 《Carnival Ride》 〈2007年10月23日〉 2,930,000 2白金唱片 排名：#1           |                                                                         |                                                               |
| 3.  | 克雷·艾肯 （第二季, 亞軍） 4.53百萬                  | 《Measure of a Man》 （2003年10月13日〉 2,742,989 2白金唱片 排名：#1 | 《Merry Christmas with Love》 （2004年11月6日） 1,292,998 白金唱片 排名：#4 | 《A Thousand Different Ways》 （2006年9月19日） 505,000 金唱片 排名：#2 |                                                               |
| 4.  | 魯本·史坦德 （第二季, 冠軍） 2.42百萬                | 《Soulful》 （2003年12月9日） 1,780,823 白金唱片 排名：#1            | 《I Need An Angel》 （2004年11月23日） 437,114 金唱片 排名：#20             | 《The Return》 （2006年10月17日） 213,000 N/A 排名：#8                  |                                                               |
| 5.  | 范塔莎·巴麗諾 （第三季, 冠軍） 2.0百萬               | 《Free Yourself》 （2004年11月23日） 1,687,346 白金唱片 排名：#8     | 《Fantasia》 （2006年12月12日） 316,630 N/A 排名：#19                       |                                                                         |                                                               |
| 6.  | 克里斯·道卓爾/道卓爾樂團 （第五季, 第四名） 1.88百萬 | 《Daughtry》 （2006年11月21日） 1,883,497 2白金唱片 排名：#1         |                                                                             |                                                                         |                                                               |
| 7.  | 波·拜斯 （第四季, 亞軍） 0.834百萬                   | 《The Real Thing》 （2005年12月13日） 833,746 金唱片 排名：#4        |                                                                             |                                                                         |                                                               |
| 8.  | 喬丁·斯帕克斯 （第六季, 冠軍） 0.678百萬             | 《Jordin Sparks》 (2007年11月20日) 677,900 金唱片 排名：#10          |                                                                             |                                                                         |                                                               |
| 9.  | 泰勒·希克斯 （第五季, 冠軍） 0.672百萬               | 《In Your Time》 (1997) 1,500 N/A 排名：N/A                          | 《Under the Radar》 (2005) 17,000 N/A 排名：N/A                             | 《Taylor Hicks》 （2006年12月12日） 653,452 金唱片 排名：#2             |                                                               |
| 10. | Josh Gracin （第二季, 第四名） 0.647百萬             | 《Josh Gracin》 （2004年6月15日） 646,500 金唱片 排名：#11           | 《All About Y'all》 (2007) N/A N/A 排名：N/A                                |                                                                         |                                                               |

其他有出專輯的美國偶像參賽者的銷售如下：
|     | 參賽者                             | 銷售    |
| --- | ---------------------------------- | ------- |
| 11. | 卡莉·萍勒 （第五季, 第六名）       | 463,644 |
| 12. | 凱薩琳·麥菲 （第五季, 亞軍）       | 375,000 |
| 13. | 孔慶翔 （第三季, 被拒選手）        | 295,000 |
| 14. | 布萊克·路易斯 （第六季, 亞軍）     | 290,000 |
| 15. | Kimberley Locke （第二季, 第三名） | 211,000 |
| 16. | Diana DeGarmo （第三季, 亞軍）     | 200,000 |
| 17. | Justin Guarini （第一季, 亞軍）    | 150,000 |
| 18. | Tamyra Gray （第一季, 第四名）     | 122,000 |
| 19. | LaToya London （第三季, 第四名）   | 60,000  |
| 20. | Jim Verraros （第一季, 第九名）    | 50,000  |
| 21. | George Huff （第三季, 第五名）     | 36,000  |
| 22. | Jasmine Trias （第三季, 第三名）   | 30,000  |
| 23. | Mario Vazquez （第四季, 十三強）   | 23,000  |
| 24. | RJ Helton （第一季, 第五名）       | 21,000  |
| 25. | John Stevens （第三季, 第六名）    | 18,000  |
| 26. | Corey Clark （第二季, 第九名）     | 12,500  |
| 27. | Ayla Brown （第五季, 十六強）      | 2,100   |

## 外部連結
- American Idol Official Website （页面存档备份，存于）
- 美国福克斯公司 （页面存档备份，存于）
- 互联网电影数据库（IMDb）上《美國偶像》的资料（英文）